# Augsburg-Haunstetten-Siebenbrunn
Haunstetten-Siebenbrunn ist der XIII. Planungsraum von Augsburg. Er gliedert sich in fünf Stadtbezirke, davon sind vier in Haunstetten und einer in Siebenbrunn.
Die ehemalige Stadt Haunstetten ist zusammen mit der Siedlung Siebenbrunn der flächenmäßig größte (etwa 32,35 km²) und einer der bevölkerungsreichsten Stadtteile Augsburgs mit rund 28.000 Einwohnern. Haunstetten war von 1952 bis zur Eingemeindung nach Augsburg im Jahre 1972 eine Stadt. Die Gemeinde Meringerau (Siebenbrunn) wurde bereits 1910 nach Augsburg eingemeindet.

## Geographie

Haunstetter Niederterrasse

Haunstetten-Siebenbrunn befindet sich im Süden Augsburgs zwischen den Flüssen Lech, Wertach und Singold auf einer Niederterrasse. Östlich von Haunstetten befindet sich der Haunstetter Wald, dieser erstreckt sich nach Osten bis an den Lech und die Meringer Au. Nach Süden hin schließt sich der Stadtwald an. Nördlich des Haunstetter Walds bzw. von Siebenbrunn liegt der Siebentischwald, der bis in den Spickel hineinreicht. Die Besonderheit des Bodenreliefs begünstigte die Entwicklung wertvoller Heideflächen, wie etwa die Schießplatzheide (Teil der Lechtalheiden).

## Geschichte

### Erste Besiedlung und Römerzeit
Mit dem Bau einer Niederlassung der Firma Siemens im Jahre 1986 wurde festgestellt, dass sich bereits weit vor der Gründung Haunstettens Menschen auf diesem Gebiet angesiedelt hatten. Entsprechende Funde wurden von den Archäologen sowohl der Jungsteinzeit (ca. 3000 Jahre v. Chr.) als auch der Bronzezeit (1400–1200 v. Chr.) sowie der Urnenfelderzeit (1200–800 v. Chr.) zugeordnet. Im Herbst 2016 wurde vom Archäologen der Stadt Augsburg der Fund von 20 Körpergräbern aus der Zeit um 1500 v. Chr., sieben Urnengräbern sowie von etwa auf den Zeitraum um 1100 v. Chr. datierten Siedlungsspuren im Raum eines geplanten Technologiezentrums des Fraunhofer-Instituts bekanntgegeben.
Zur Zeit des Römischen Reiches verlief durch Haunstetten eine Handelsstraße, die von Augsburg über Füssen und Bozen nach Rom verlief. Es war die berühmte Kaiser-Augustus-Straße, oder auch Via Claudia Augusta genannt. Die Römer, die seit 15 v. Chr. in Augusta Vindelicorum lebten, hatten sie in den Jahren 47 v. Chr. und 46 v. Chr. angelegt. Die Straße verlief geradewegs durch das Gebiet des heutigen Haunstetten. Über eine Besiedelung Haunstettens zur Römerzeit gibt es keine gesicherten Erkenntnisse.

### Gründung und Entwicklung von Haunstetten bis 1900
Haunstetten wurde urkundlich zum ersten Mal im Jahre 919 mit dem Namen Husteten erwähnt. 1012 kam Haunstetten in den Besitz des Augsburger Benediktinerklosters St. Ulrich und Afra. Während des Dreißigjährigen Krieges (1618–1648) wurde Haunstetten wiederholt zerstört und geplündert. Dabei wurde auch die St.-Georgs-Kirche stark beschädigt.
Bis ins Jahr 1803, zur Zeit der Säkularisation, also 883 Jahre lang, blieb Haunstetten im Besitz des Augsburger Klosters. In dieser Zeit wurde es u. a. Ulrikanisches Dorf genannt. Auf dem Platz der heutigen Eichendorffschule befand sich ein Schlossgut, das der Reichsabtei gehörte. An dieses Herrschaftsgut erinnert noch eine Steintafel neben der Haustüre des Anwesens Krankenhausstraße 4 aus dem Jahre 1715. Auf ihr ist das Wappen des Abtes Willibald Popp zu sehen.
Zu Beginn des 19. Jahrhunderts hielt die Industrialisierung auch in Haunstetten Einzug. Von 1811 an betrieben die Familien von Molo und von Rebay eine Weißbleicherei. Ungefähr 20 Jahre später übernahm dann die Familie Martini diesen Betrieb und verwandelte ihn in das Textilveredelungsunternehmen Martini & Cie. Im nördlichen Teil Haunstettens ließ sich zu dieser Zeit ein weiterer Textilbetrieb, die Spinnerei und Weberei Haunstetten, nieder. Anfang des 20. Jahrhunderts gründeten die Bayerischen Flugzeugwerke (später Messerschmittwerke) eine Produktionsstätte in Haunstetten.
Die Freiwillige Feuerwehr wurde 1873 gegründet.

### Entwicklung Haunstettens von 1900 bis heute

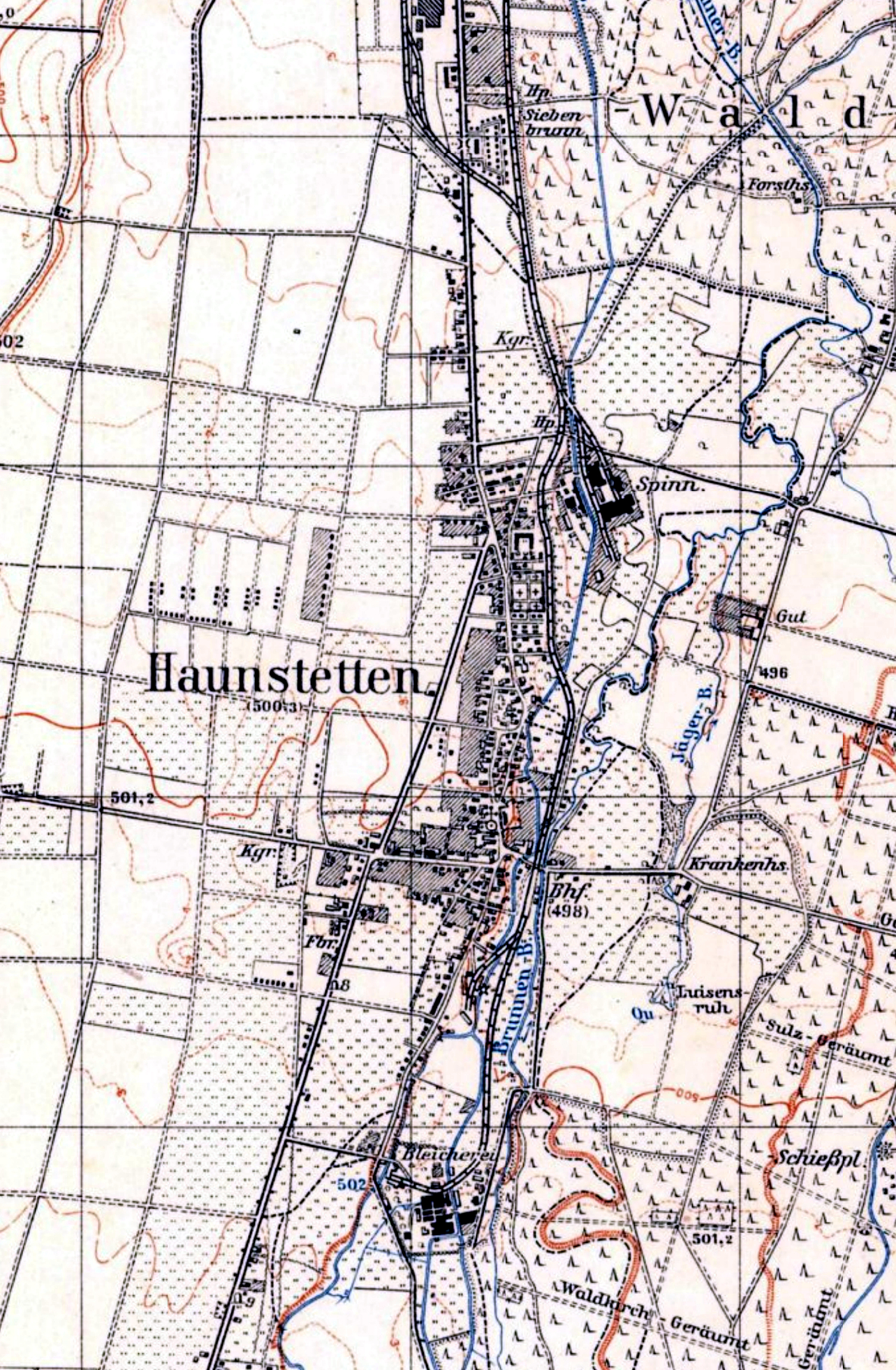
Haunstetten 1942

Mit Hilfe des Fabrikanten und Rittergutsbesitzers Kommerzienrat Georg Käß konnte im Jahr 1900 ein Krankenhaus gebaut werden. 1904 wurde ebenfalls mit der Hilfe von Käß die Eichendorffschule errichtet.
1927 wurde eine Linie der Augsburger Straßenbahn von Augsburg nach Haunstetten eingerichtet.
Während des Zweiten Weltkriegs (1939–1945) richteten die Luftangriffe auf Augsburg große Schäden in Haunstetten an. Viele Haunstetter Bürger wurden Opfer dieser Luftangriffe, die in erster Linie den Messerschmitt-Werken gegolten hatten. Am Ende des Kriegs wurde Haunstetten vom Bürgermeister Xaver Widmeier an Soldaten der 7. US-Armee übergeben. Bis zur Währungsreform (1948) herrschte schlimme Not, vor allem Kinder litten Hunger. Das Deutsche Rote Kreuz führte aus diesem Grund eine Schulspeisung ein.

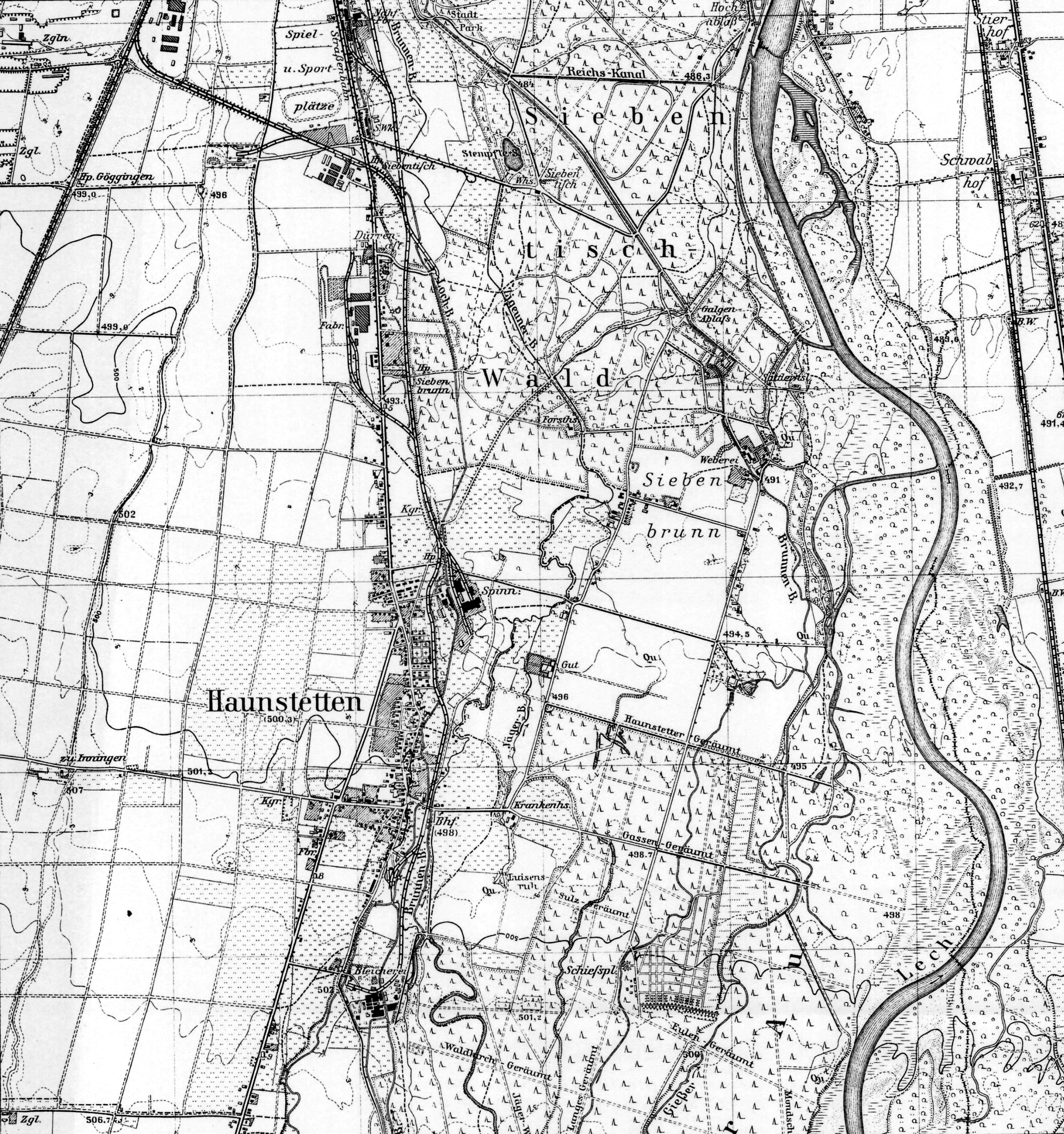
Haunstetten und Siebenbrunn auf einem TK25-Messtischblatt von 1932
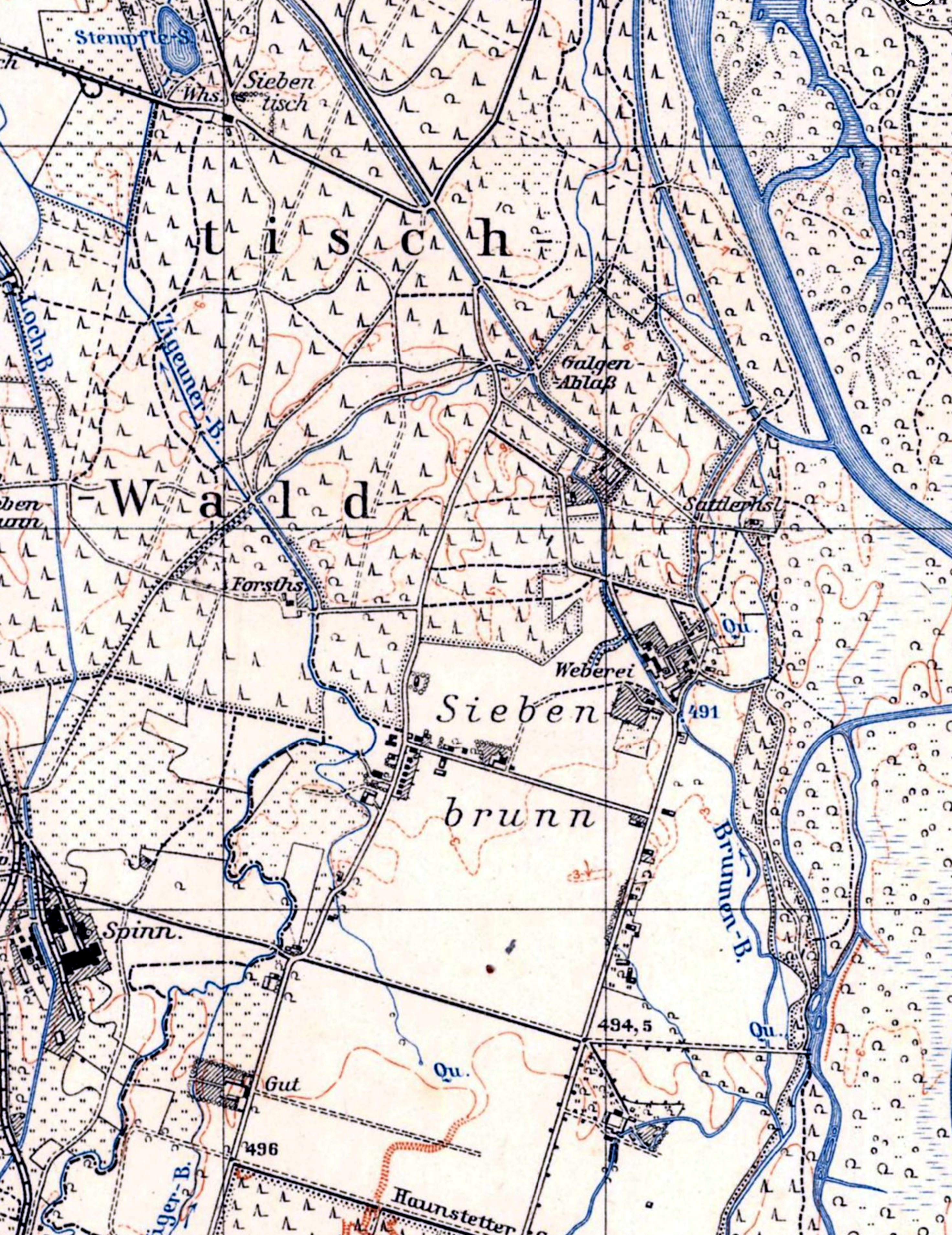
Siebenbrunn auf einem TK25-Messtischblatt von 1942

Nach dem Krieg wurde Haunstetten für viele Flüchtlinge und Heimatvertriebene zur zweiten Heimat. Auf Wiesen und Äckern entstanden Wohnhäuser, Geschäfte und Betriebe, und es entstanden neue Ortsteile. Für die Schulkinder wurde in der Eichendorffschule Schulunterricht eingeführt, bis 1952 die Fröbelschule fertiggestellt war.
Die Gemeinde Haunstetten erhielt 1952 das Stadtrecht und verwirklichte bis zur späteren Eingemeindung nach Augsburg zahlreiche Bauprojekte. So wurde im Norden die katholische Kirche St. Albert gebaut und 1954 geweiht. 1958 folgte die Pestalozzischule, 1960 öffnete das Naturfreibad seine Tore. Der Neubau der Fröbelschule wurde 1968 abgeschlossen. Im Jahr 1970 wurde das Kunsteisstadion eröffnet und der Neubau der Pestalozzischule fertiggestellt.
Im Zuge der Gemeindegebietsreform wurde Haunstetten trotz des Widerstands der Haunstetter Bürger am 1. Juli 1972 ein Stadtteil von Augsburg.
Für die nächsten Jahre plant die Stadt Augsburg, im Südwesten Haunstettens ein bisher aus Wiesen und Äckern bestehendes Areal von 180 Hektar für die Errichtung eines neuen Stadtquartiers zu nutzen. Dadurch soll neuer Wohnraum für 10.000 Menschen geschaffen werden.

## Siebenbrunn

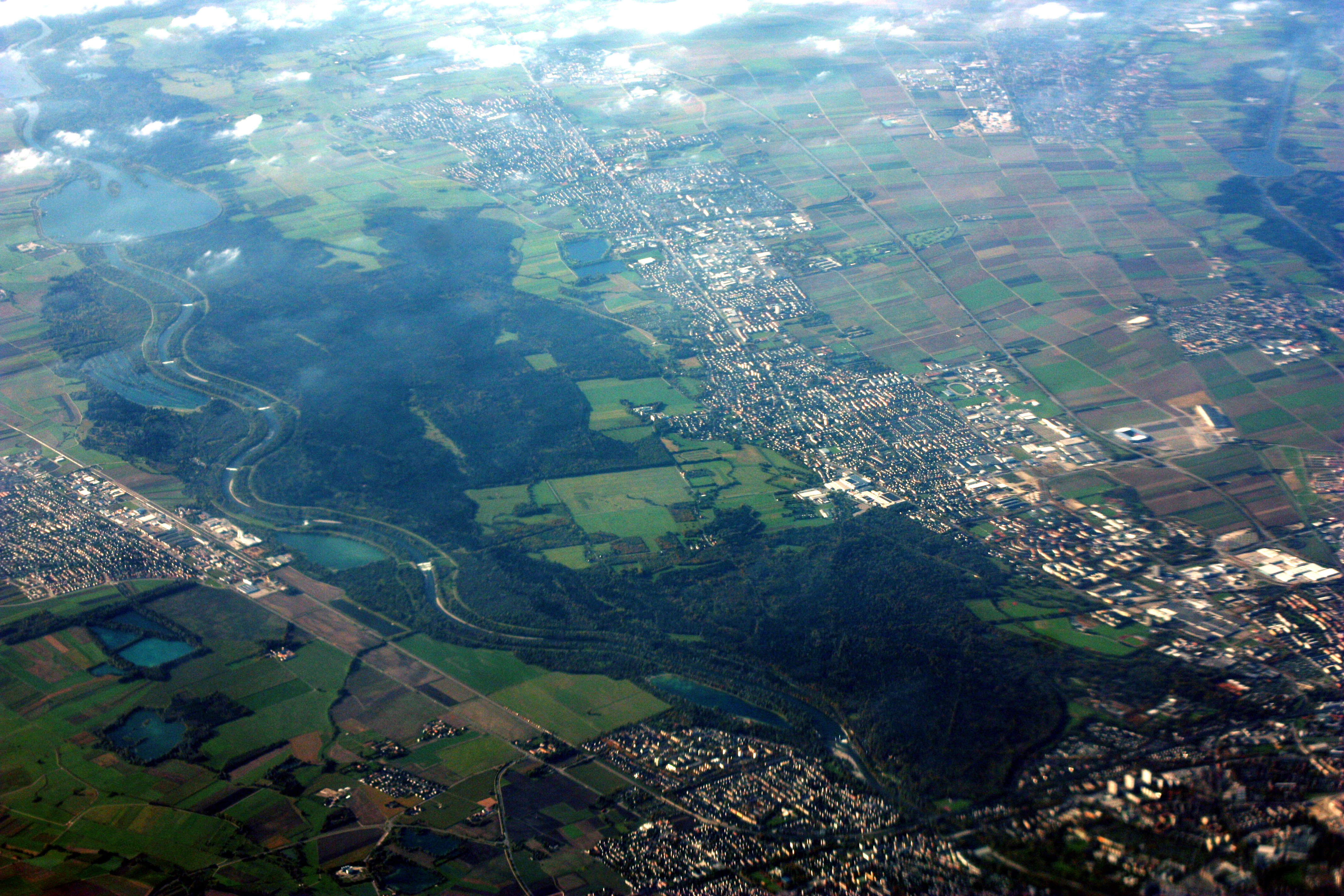
Luftbild von Augsburg-Haunstetten-Siebenbrunn, Blickrichtung Süd-Südwest.

Flächenmäßig ist Siebenbrunn der größte Stadtbezirk im Planungsraum Haunstetten-Siebenbrunn. Mit nur 102 Einwohnern ist er dagegen heute Augsburgs kleinster Stadtteil bezogen auf die Einwohnerzahl. Der Stadtbezirk Siebenbrunn ist heute vor allem als Wald- und Wiesenareal bedeutend für die Trinkwasserversorgung von Augsburg. Er enthält einen Teil des Augsburger Stadtwalds; im Norden von Siebenbrunn ist es der Siebentischwald, im Osten Lech-Auwald und im Süden der Haunstetter Wald.
Siebenbrunn gehörte bis zur Eingemeindung am 1. Juli 1910 unter dem Namen Meringerau zu Oberbayern, was auch heute noch an Grenzsteinen und einem Grenzgraben zu sehen ist. Ab 1803 erfolgte nach großflächiger Rodung die Besiedelung, zunächst durch wohlhabende Bürger Augsburgs. 1866 erfolgte der Bau einer Textilfabrik im zwischenzeitlich entstandenen Unterdorf, das auch Kolonie genannt wurde. Nach dem Zweiten Weltkrieg lebten in Siebenbrunn noch bis zu 634 Einwohner. Da der Stadtteil sich in einem Grundwasserschutzgebiet befindet, ließ man in den 1970er Jahren einen Großteil der Siedlung, darunter die ehemalige Textilfabrik und das Unterdorf, entfernen (siehe hierzu auch Fabrikkolonie). Heute befinden sich in Siebenbrunn noch zwei von ehemals fünf Gutshöfen, das ehemalige Schulhaus, die Ausflugsgaststätte „Jägerhaus“, ein Kinderspielplatz sowie ein Feldkreuz.

## Wappen
| Das Stadtwappen der früheren Stadt Haunstetten | Blasonierung: „Geteilt und unten gespalten; oben in Blau ein springendes silbernes Pferd, unten rechts in Schwarz ein goldenes Kleeblattkreuz, links in Silber ein rotes Zahnrad.“ |
| Das Stadtwappen der früheren Stadt Haunstetten | Wappenbegründung: Im Jahre 1952 wurde Haunstetten zur Stadt erhoben und erhielt somit auch das Recht ein Wappen zu führen. Das Bayerische Hauptstaatsarchiv genehmigte dieses Wappen im selben Jahr. In ihm finden sich Elemente aus der Geschichte von Haunstetten: das goldene Kleeblattkreuz steht für die frühere Zugehörigkeit zum Kloster St. Ulrich und der springender Schimmel entstammt dem Wappen des Abtes Willibald Popp, wie es heute noch in der Pfarrkirche St. Georg über dem Chorbogen zu sehen ist. Als Steinrelief ziert das springende Pferd auch den Eingang des Bremhofes an der Krankenhausstraße. Dieser große Bauernhof gehörte einst als Schlossgut zum Besitz des Klosters St. Ulrich. Das Zahnrad steht für die industrielle Entwicklung Haunstettens. |

## Bauwerke und andere Sehenswürdigkeiten

### Kirchen
Kirchen gehören oftmals zu den ältesten Bauwerken eines Ortes. In Haunstetten stehen vier Kirchen:
- St. Georg, die älteste Pfarrkirche wurde um die Zeit des Jahres 1500 erbaut und war das Wahrzeichen und der Mittelpunkt des alten Dorfes.
- Die evangelische Christuskirche wurde im Jahre 1909 errichtet, Architekt war Ferdinand Schildhauer.
- St. Albert wurde im Jahre 1954 gebaut. Zuvor befand sich an dieser Stelle eine Holzkirche aus dem Jahr 1938.
- St. Pius wurde im Jahre 1966 fertiggestellt.

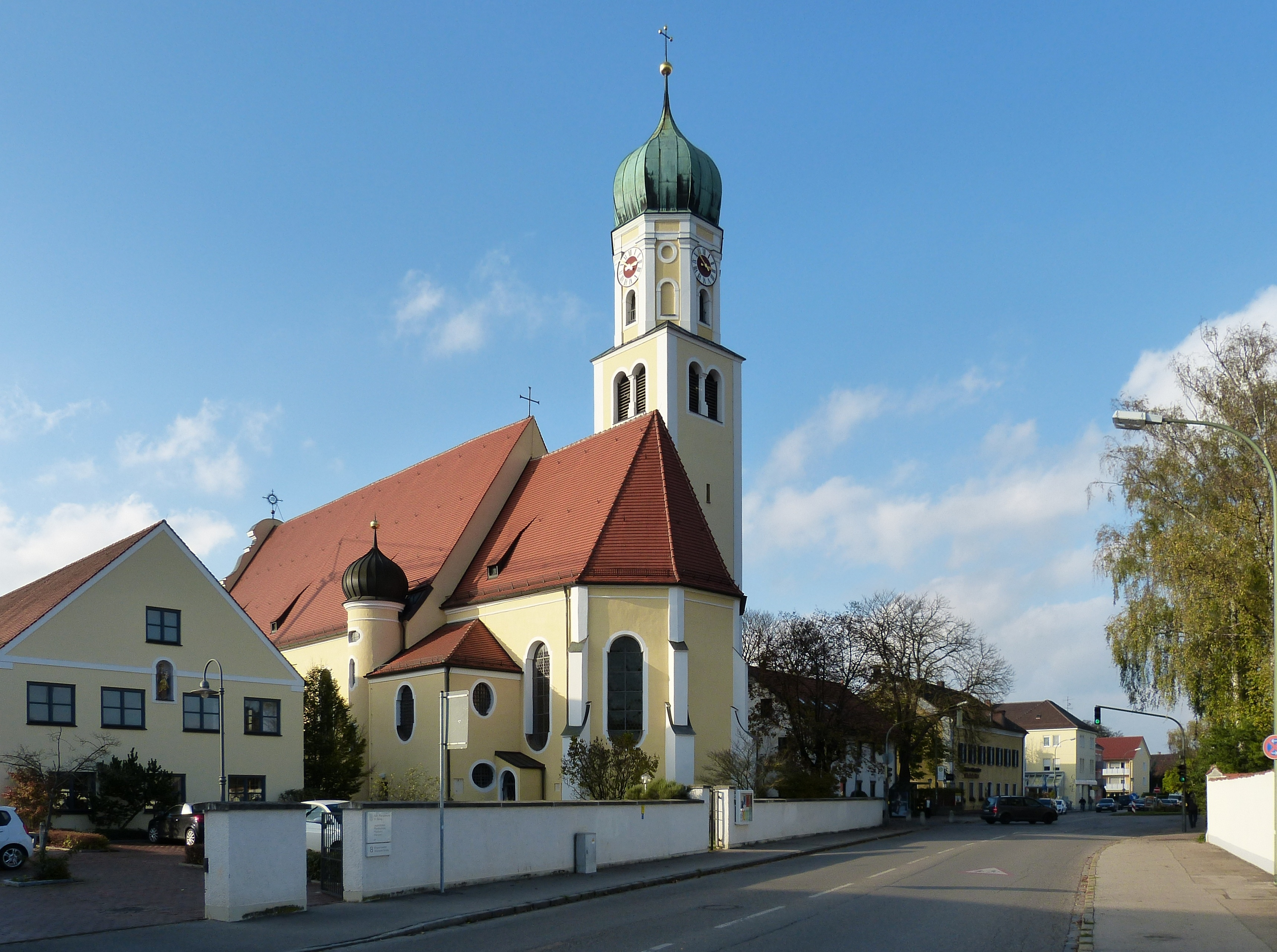
St. Georg
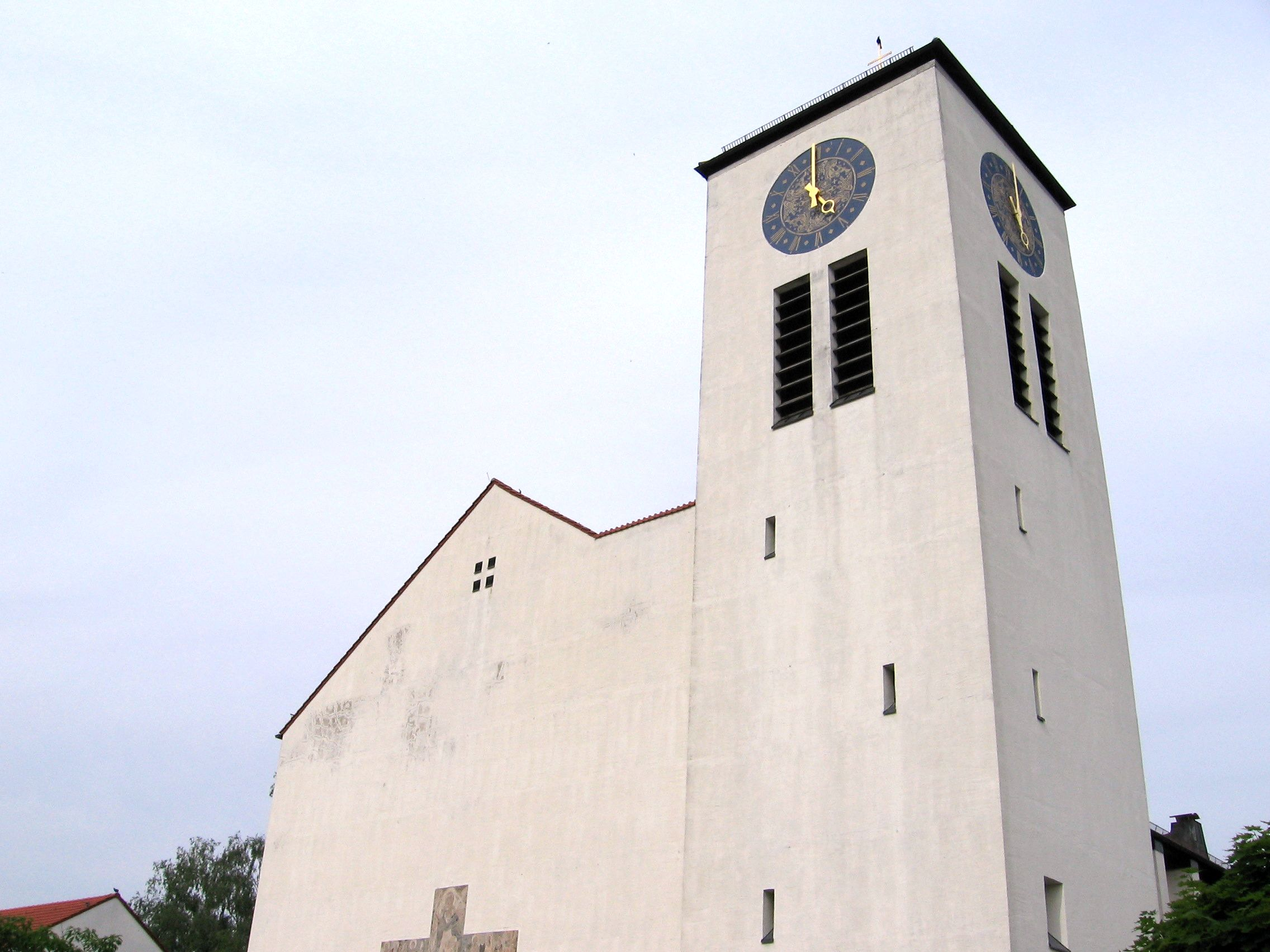
St. Albert
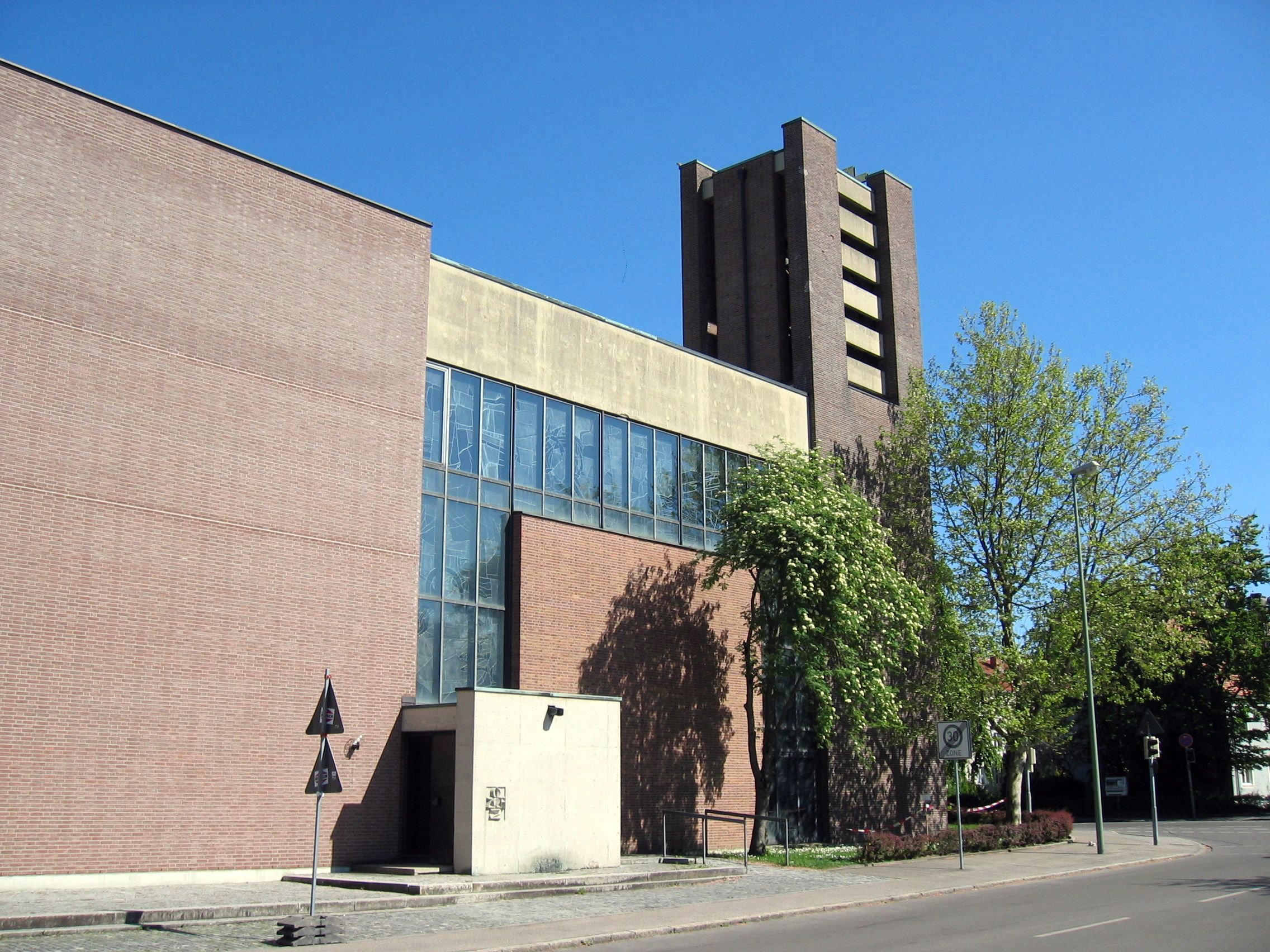
St. Pius
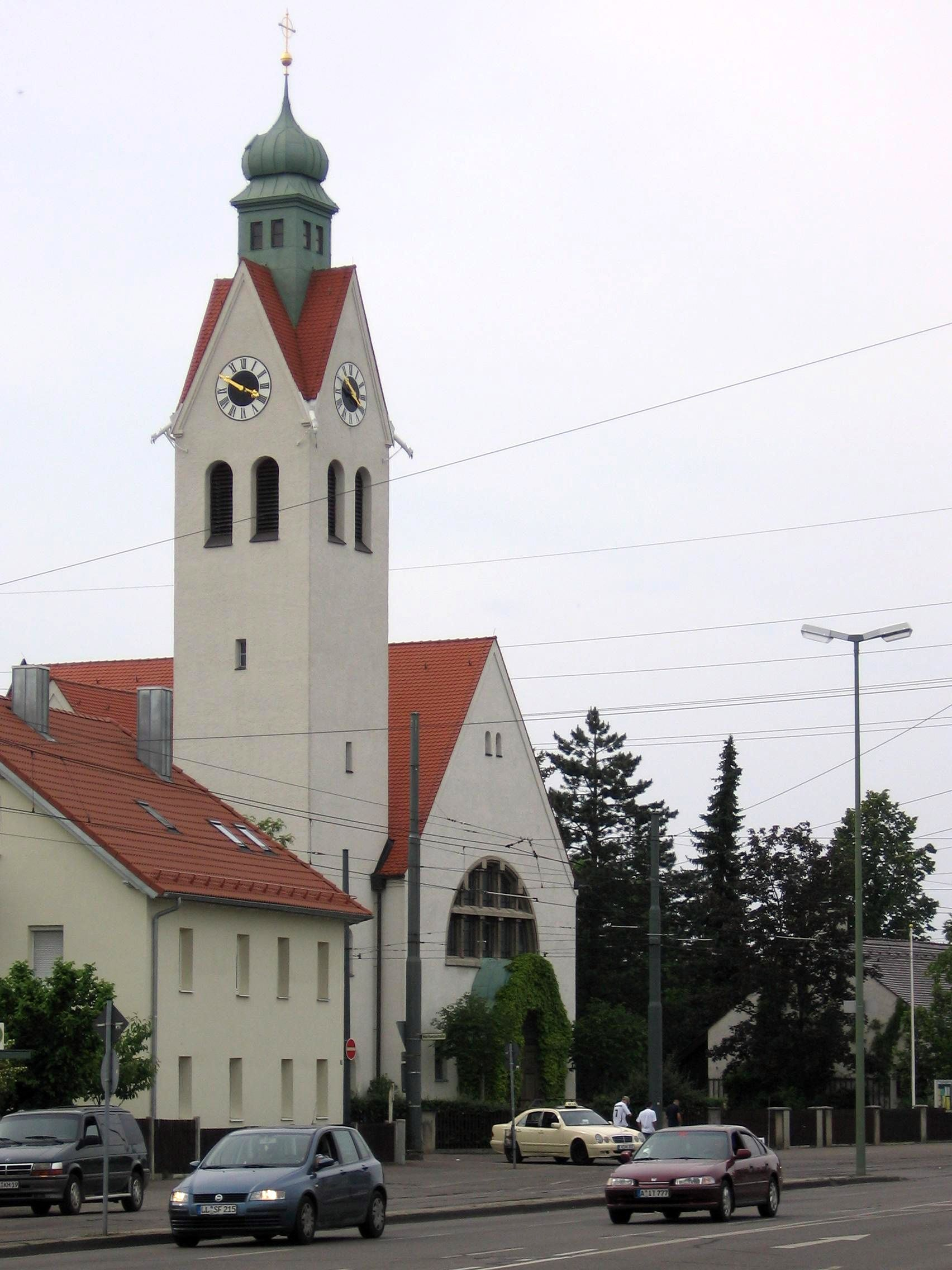
Christuskirche

### Muttergotteskapelle

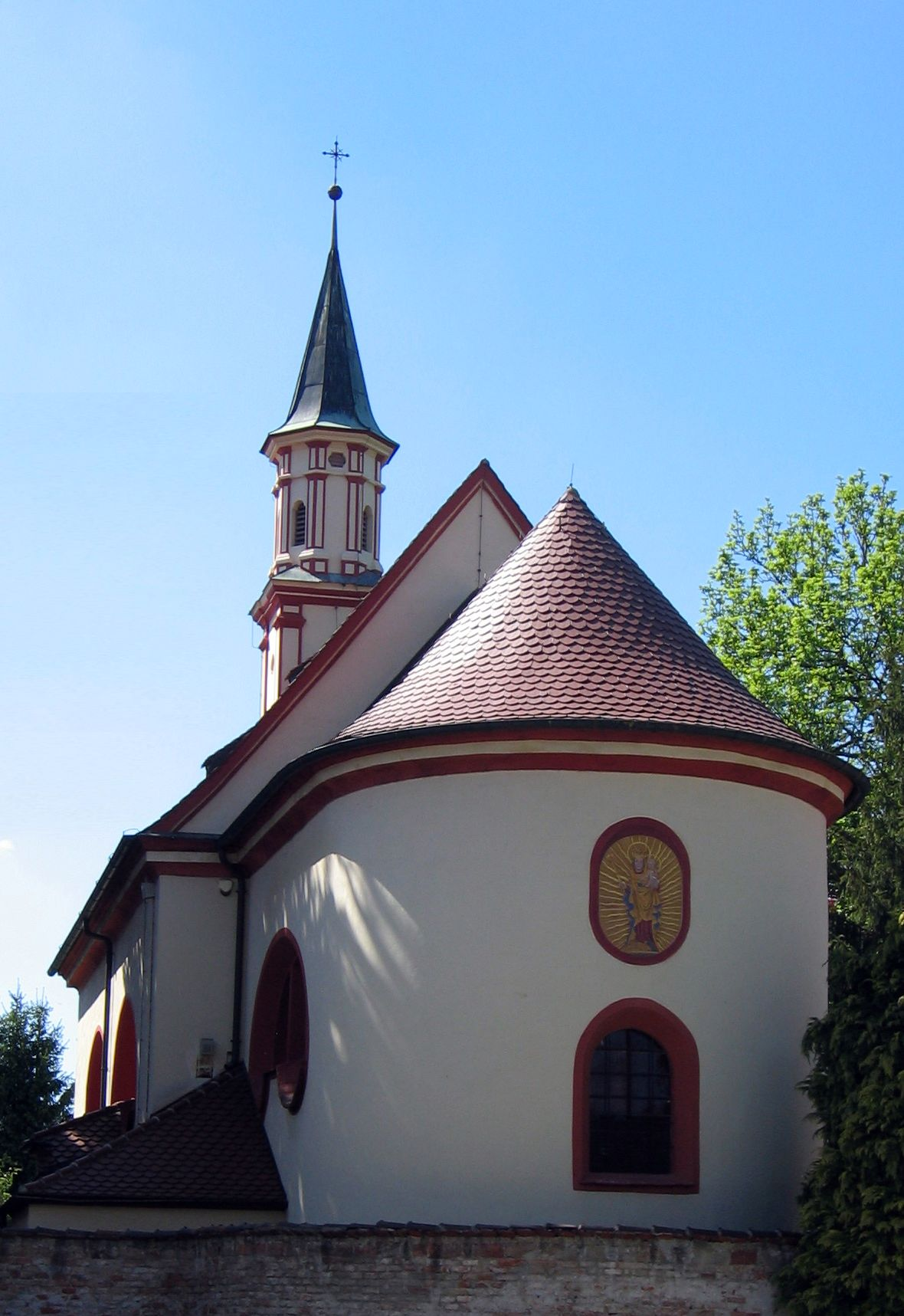
Muttergotteskapelle

Die Muttergotteskapelle wurde im 16. Jahrhundert erbaut und war eine Wallfahrtskirche. Sie erhielt 1626 einen Altar vom Benediktinerabt Karl Stengel aus Anhausen an der Brenz. Im Jahr 1740 erfolgte unter dem Abt Cölestin Mayr ein Neubau. Kurz darauf wurden von Christoph Thomas Scheffler die Deckenbilder angebracht. Sehenswert ist unter anderem das Gnadenbild der heiligen Maria. Die Deckengemälde verdeutlichen die Marienverehrung. Auffällig sind auch die verschiedenen Baustile Barock, Stuck und Rokoko der Kapelle. Zur Zeit der Säkularisation (1803) sollte die Muttergotteskapelle abgerissen werden, der Kauf durch die Gemeinde Haunstetten konnte dies allerdings verhindern. Anschließend wurde sie unter Denkmalschutz gestellt. Nach dem Zweiten Weltkrieg erfolgte eine sorgfältige Restaurierung der baufälligen Kapelle.

### Weitere Bauwerke
- Kapelle St. Antonius von Padua (Augsburg-Haunstetten)
- Unterer Klett, ältestes noch erhaltenes Haus Haunstettens. Besonders auffällig ist das schiefe Dach (sog. Staudenhaus-Form).
- Bremhof, das ehemalige Schlössle.
- Altes Rathaus Haunstetten, wichtigstes Gebäude Haunstettens zwischen 1952 und 1972 und ehemaliges Palais der Gräfin von Tattenbach.
- Haus des ehemaligen Baders
- Alter Friedhof Haunstetten, (1870)
- Alter Pfarrhof
- Seniorenwohnheim an der Inninger Straße, moderne Konstruktion
- evangelisches Gemeindezentrum Maria und Martha in der Albert-Einstein-Straße

### Sonstiges
- Galgenablass, eine mehr als 500 Jahre alte Wasserkreuzung im Siebentischwald
- Wettersäule, eine Heiligensäule gegenüber dem Naturfreibad Haunstetten in der Roggenstraße
- Handwerkerbrunnen (1972, von Christian Angerbauer)
- „Einheitslinde“, auch „Wiedervereinigungs-Linde“ in der Hopfenstraße bei Einmündung Roggenstraße in Haunstetten; am 3. Oktober 1990 von der CSU gepflanzt

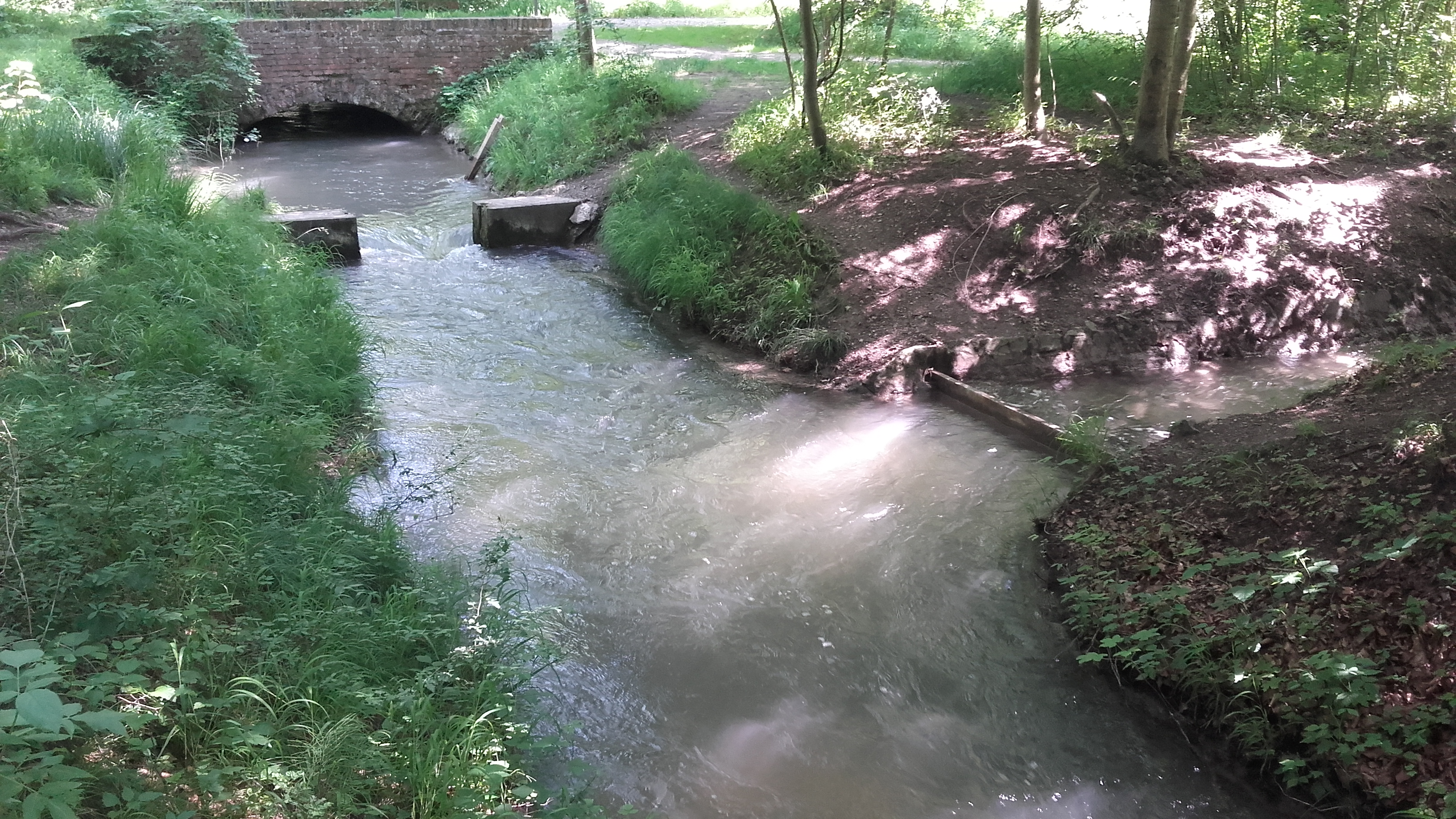
Galgenablass
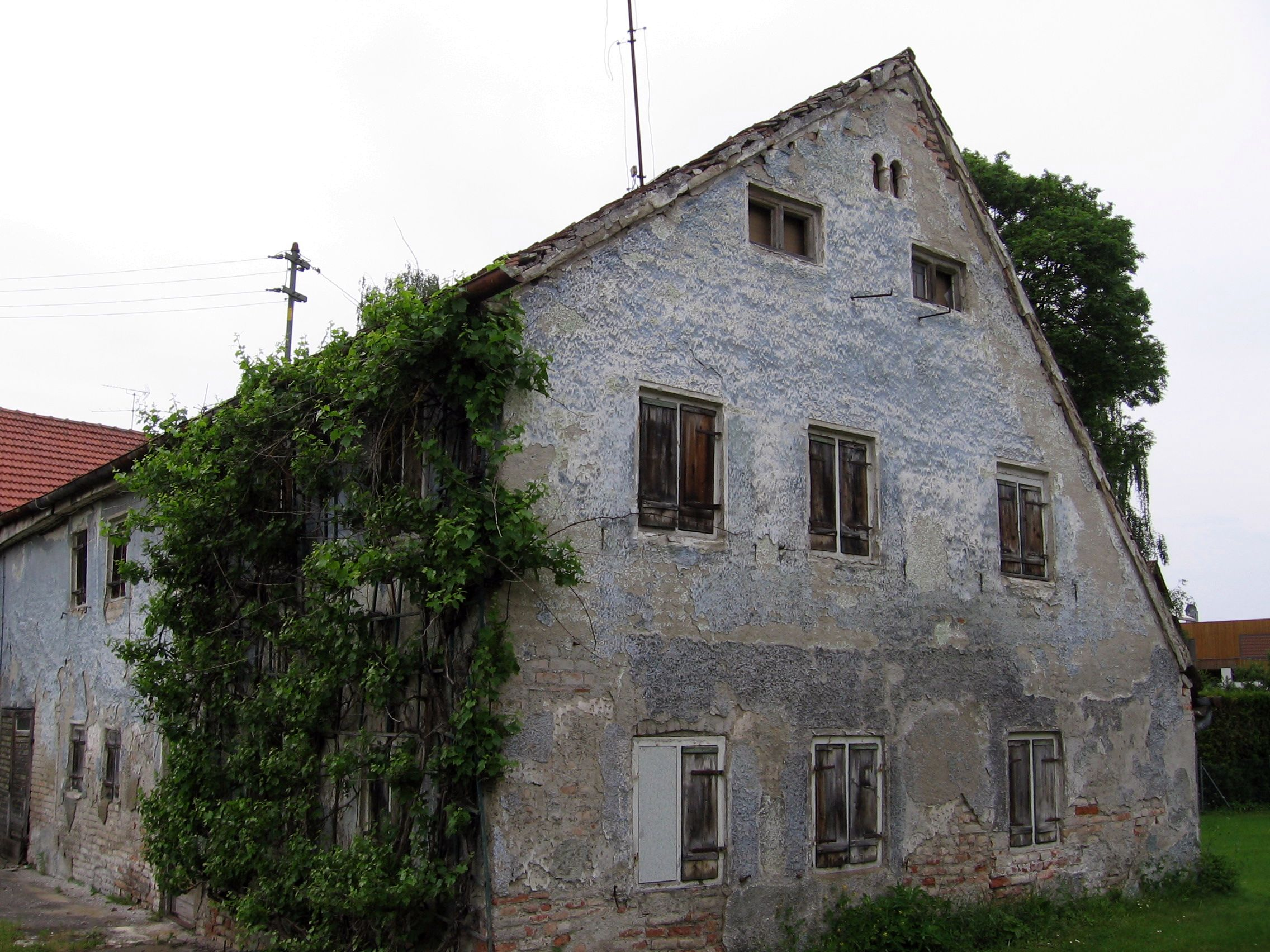
Unterer Klett
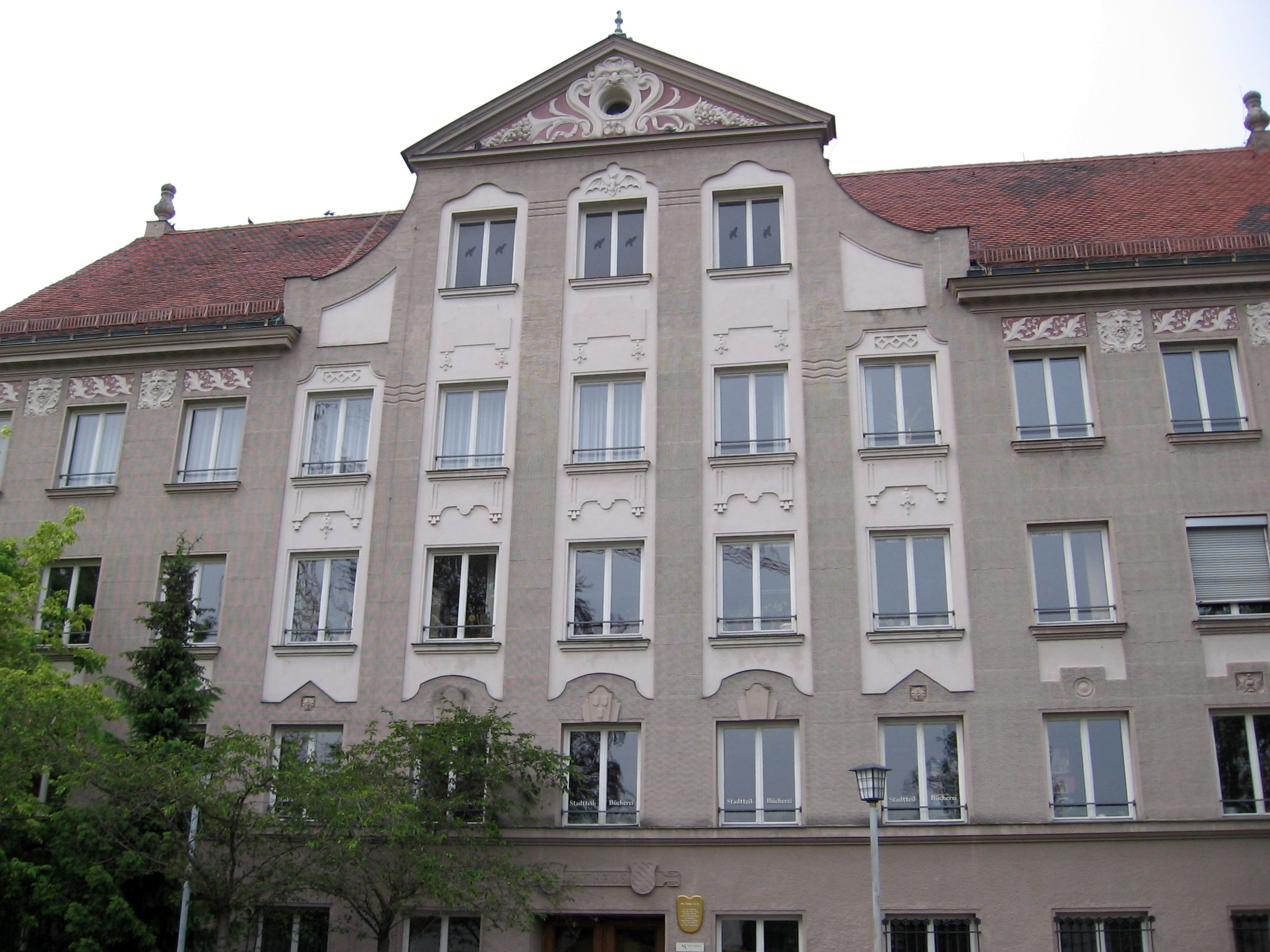
Altes Rathaus
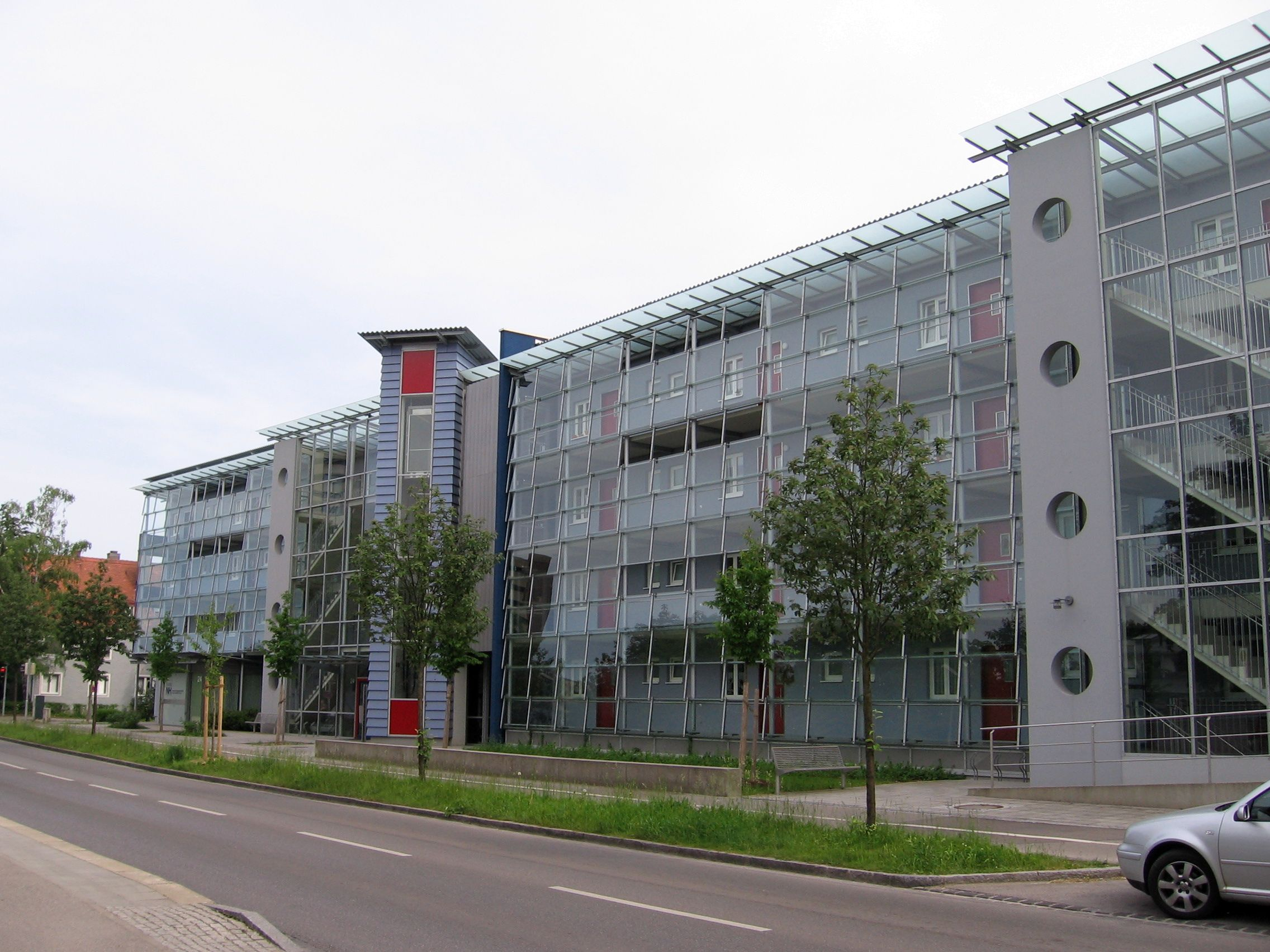
Seniorenwohnheim
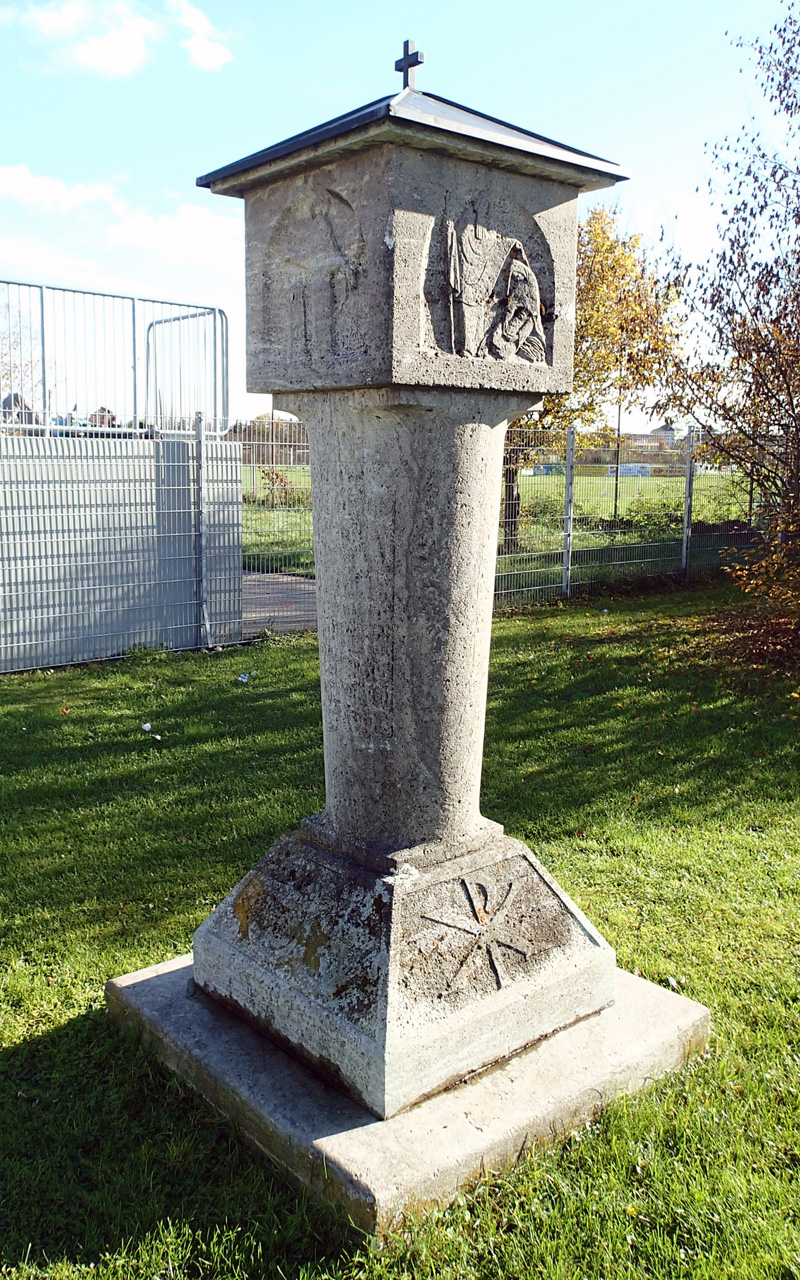
Wettersäule
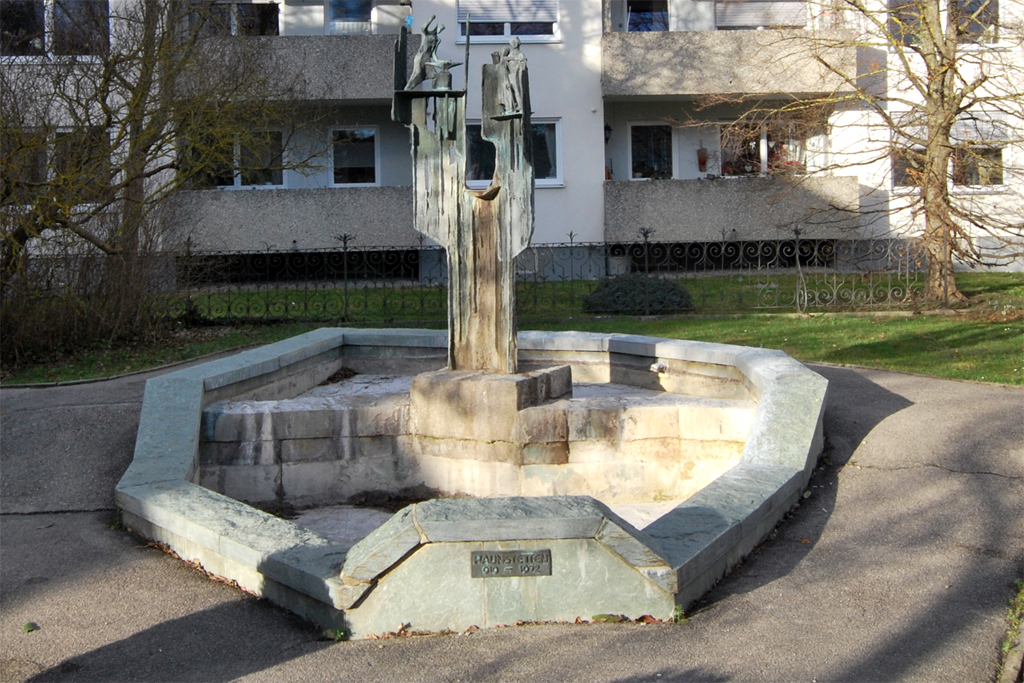
Handwerkerbrunnen

## Wirtschaft und Infrastruktur

### Messerschmittwerke

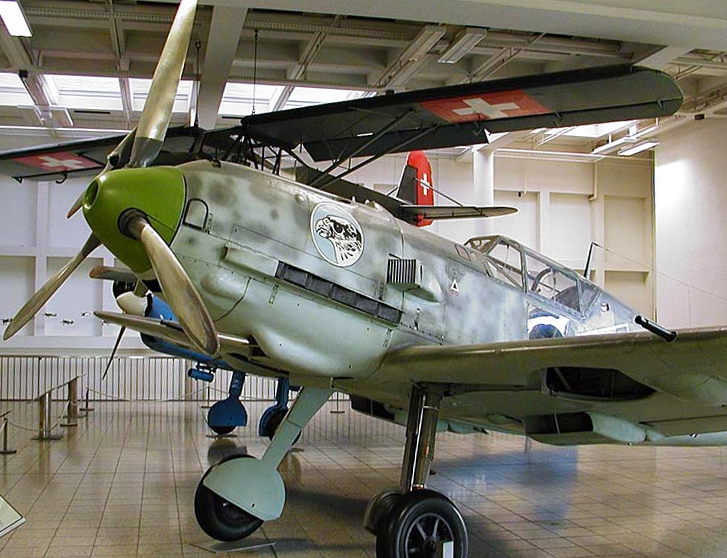
Bf 109E im Deutschen Museum München

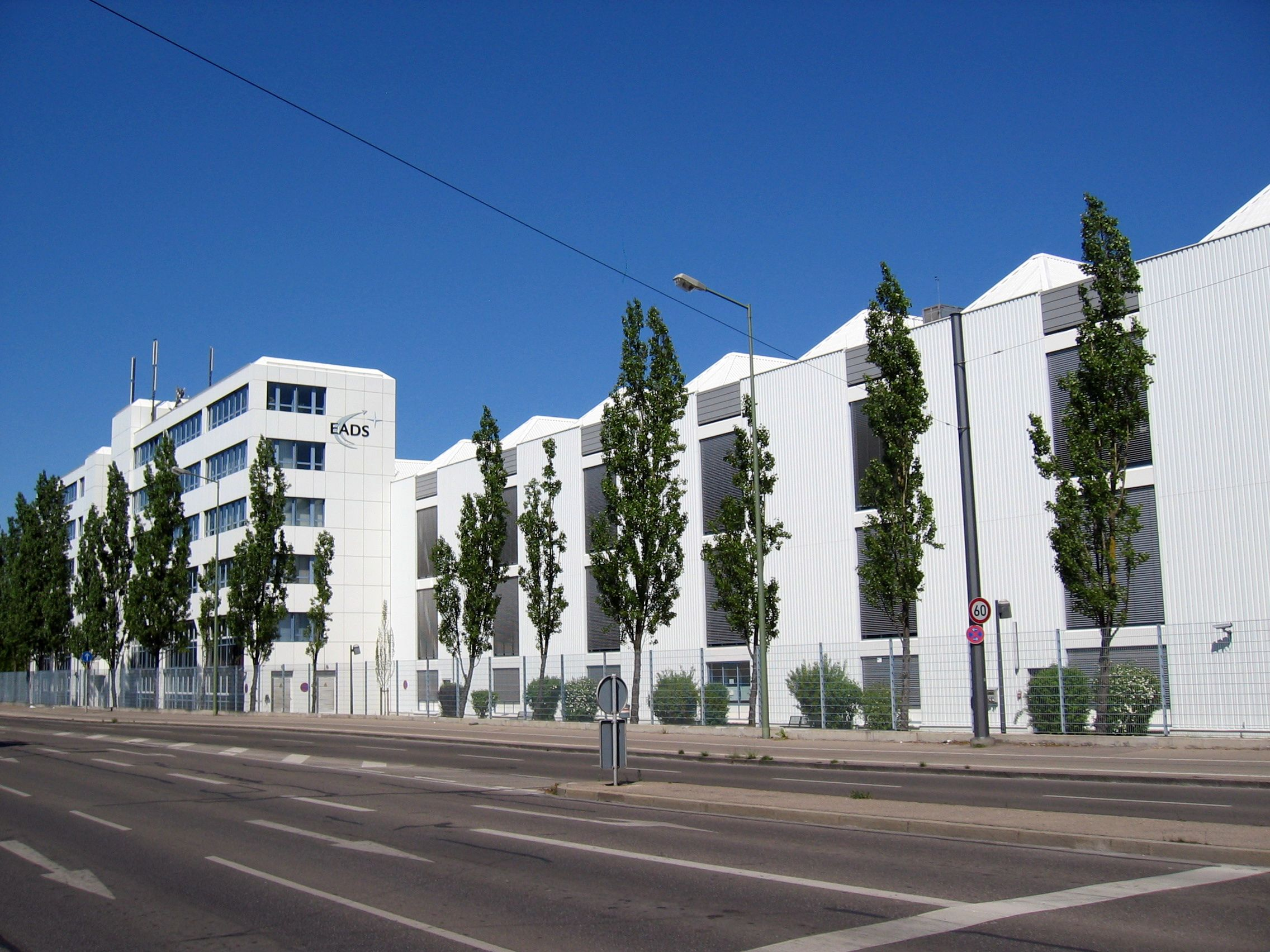
Airbus-Premium-Aerotec-Werk an der Haunstetter Straße

Die Bayerischen Flugzeugwerke (BFW) erwarben im Jahre 1926 ein Gelände im heutigen Univiertel. Ab Mitte der 1930er Jahre entstanden im Nordwesten und im Nordosten Haunstettens große Werksanlagen der Firma Messerschmitt (Werk III & Werk IV). Heute gehören die Anlagen der Airbus-Tochter Premium Aerotec.
Ab 1936 zogen aus ganz Deutschland Handwerker, Techniker und Ingenieure zu. Viele davon erhielten Wohnungen in der Messerschmittsiedlung, deren nördlicher Teil 1937 und deren südlicher Teil 1939 fertiggestellt wurde.
Die Zahl der Beschäftigten stieg sprunghaft an.
- 1936 waren 5000 Menschen bei der Messerschmitt AG tätig
- 1939 waren es 9000 Beschäftigte
- 1944 gab es über 18000 Beschäftigte – darunter waren 47 % ausländische Arbeiter – hauptsächlich Fremd- und Zwangsarbeiter

Damit war auch für Haunstetten ein gewaltiger Anstieg der Einwohnerzahl verbunden:
- 1933 zählte Haunstetten 3000 Einwohner
- 1945 waren es bereits 8000 Einwohner

Für die ausländischen Arbeiter wurden in Haunstetten Barackenlager erbaut. Es gab drei Lager für Zwangsarbeiter:
- das Lager Star
- das Lager Uhu
- das Lager an der Flachsstraße

Auf dem Gelände der alten Kiesgrube an der Straße nach Inningen wurde das KZ-Außenlager Haunstetten des KZ Dachaus errichtet, das von Februar 1943 bis April 1944 bestand. Dort waren bis zu 2700 KZ-Häftlinge eingesperrt, die meisten davon waren bei Messerschmitt beschäftigt.
Die Firma Messerschmitt war ein bedeutender Rüstungsbetrieb. Er baute bis Kriegsende 34.000 Flugzeuge des Typs Bf 109. Damit war der Betrieb und das umliegende Gelände ab dem 25. Februar 1944 das Ziel von vier großen Bombenangriffen der Briten und der Amerikaner. Allein beim ersten Angriff starben 165 Personen, davon 70 KZ-Häftlinge.
Die Zahl der verstorbenen Fremdarbeiter, Zwangsarbeiter und KZ-Häftlinge ist nicht festgehalten. Für die Haunstetter Bevölkerung sieht die Bilanz des Krieges folgendermaßen aus:
- 246 Haunstetter starben an der Front.
- 160 Haunstetter sind vermisst.
- 300 Haunstetter starben bei Luftangriffen.
- 1/4 aller Wohnungen wurden zerstört.
- 2300 Heimatvertriebene wurden in Haunstetten aufgenommen.

Am 28. April 1945 war der Krieg in Haunstetten beendet, die Amerikaner zogen als Besatzungsmacht ein.
Nach dem Krieg entstanden aus der Messerschmitt AG die Messerschmitt Flugzeug-Union Süd GmbH (MTT-FUS). Die Fusion von MTT-FUS mit der Bölkow GmbH (1968) zur Messerschmitt-Bölkow GmbH und die weitere Fusion dieses Unternehmens mit der Hamburger Flugzeugbau GmbH (1969), einer Tochter von Blohm & Voss, ließ das Unternehmen Messerschmitt-Bölkow-Blohm (MBB) entstehen, den damals größten deutschen Luft- und Raumfahrtkonzern. 1989 wurde MBB von der Deutsche Aerospace AG (DASA) übernommen. Diese ging 2000 in EADS, der heutigen Airbus auf.

### Verkehr
Haunstetten liegt an der alten und neuen Bundesstraße 17.
Seit Jahren fordern Bürgermeister und Bürger einen „Lechsteg“ über den Lech, der die Verbindung für Fußgänger und Fahrradfahrer zwischen Kissing und Augsburg-Haunstetten schafft.

### Schulen und Bildung
Haunstetten verfügt über drei Grundschulen, eine Hauptschule und eine Privatschule.
- Eichendorffschule, erbaut im Jahre 1904.
- Fröbelschule, errichtet im Jahre 1952, erweitert 1968. Entlastete die Platznot in den Schulen Haunstettens.
- Albert-Einstein-Schule, ehemalige Pestalozzischule, eingeweiht 1958. Einzige Hauptschule Haunstettens.
- Johann-Strauß-Schule, eröffnet im Jahre 1974.
- Franz-von-Assisi-Schule, katholische freie Volksschule, seit 1996.

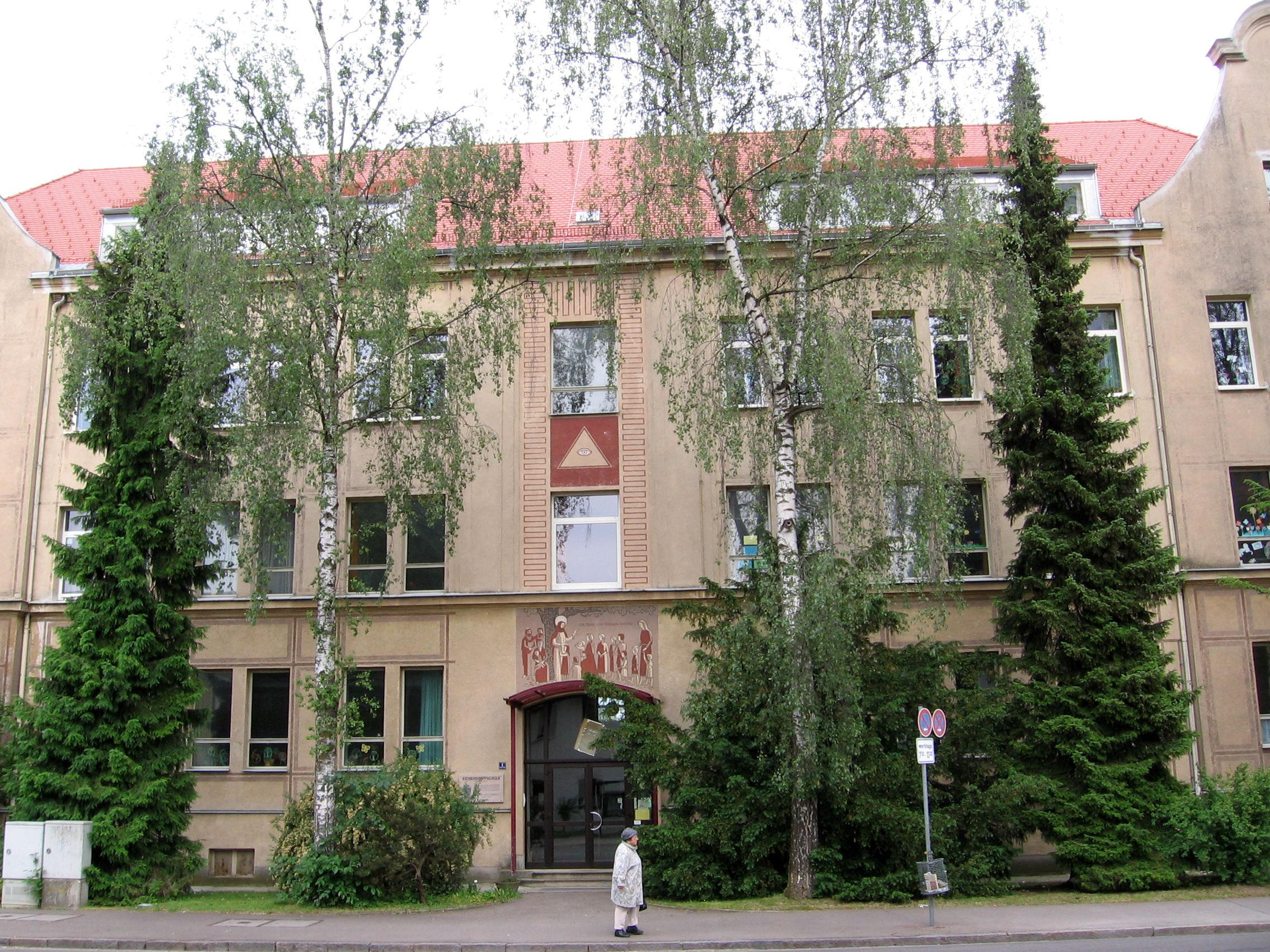
Eichendorffschule
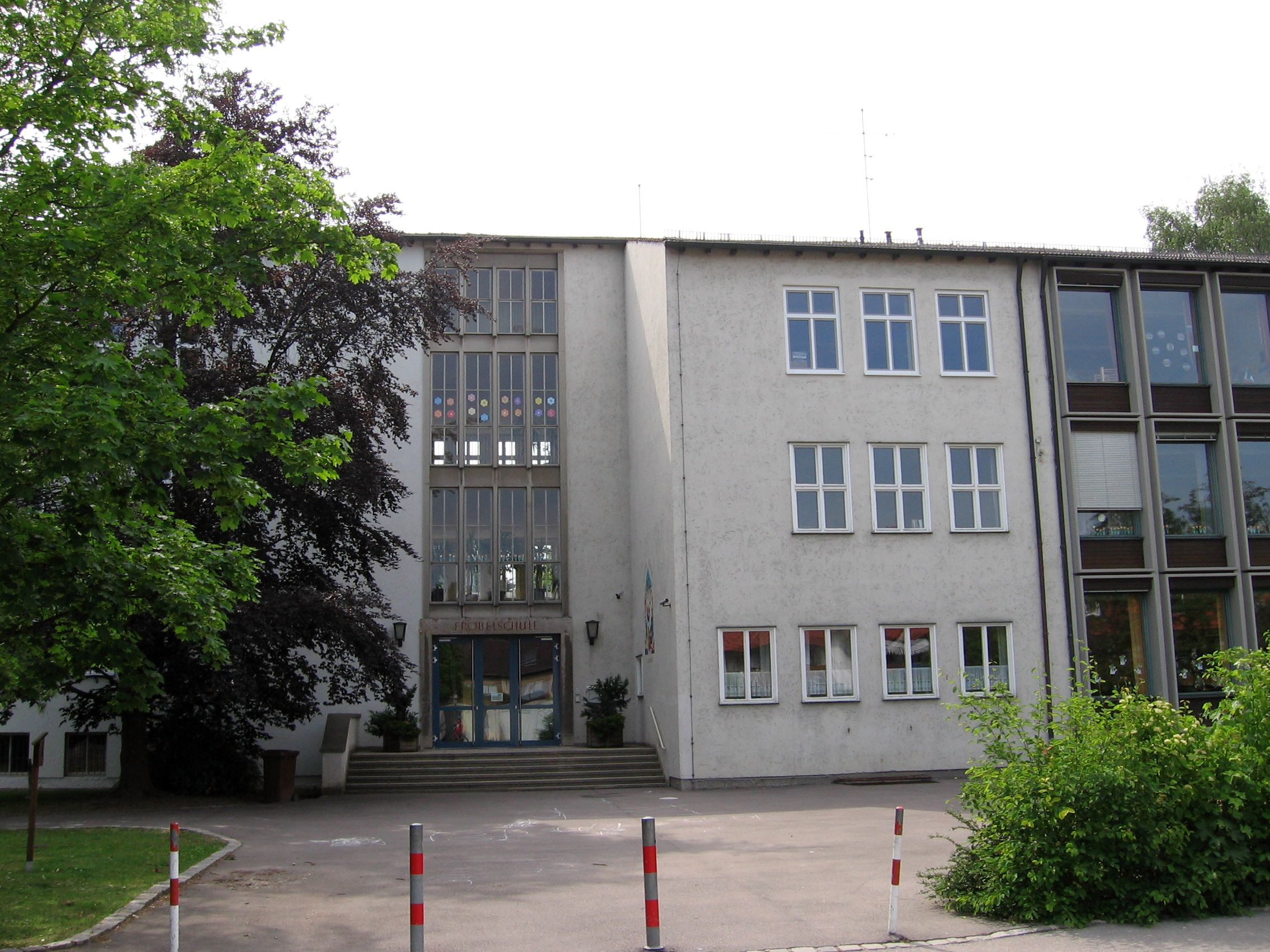
Fröbelschule
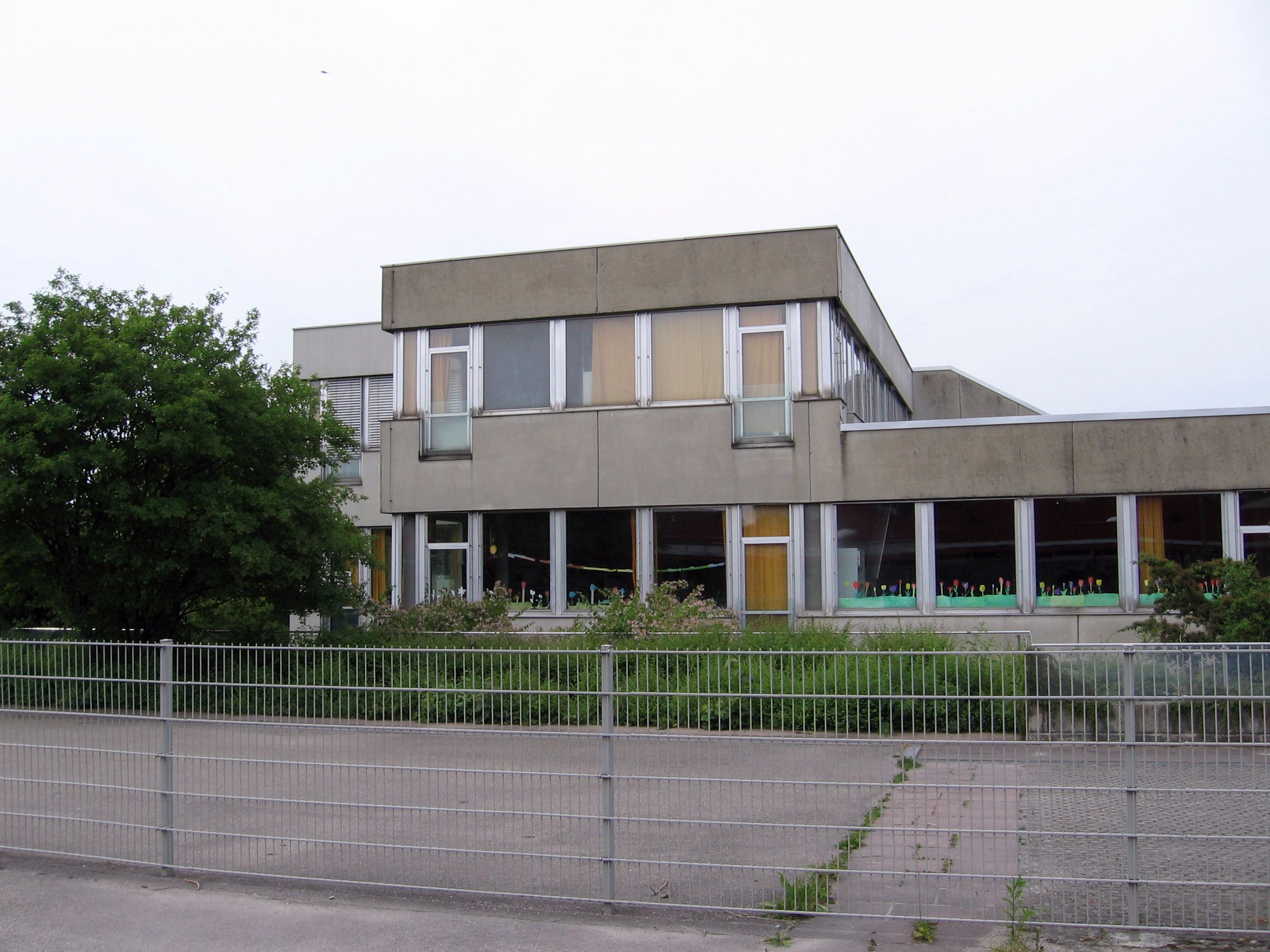
Johann-Strauß-Schule
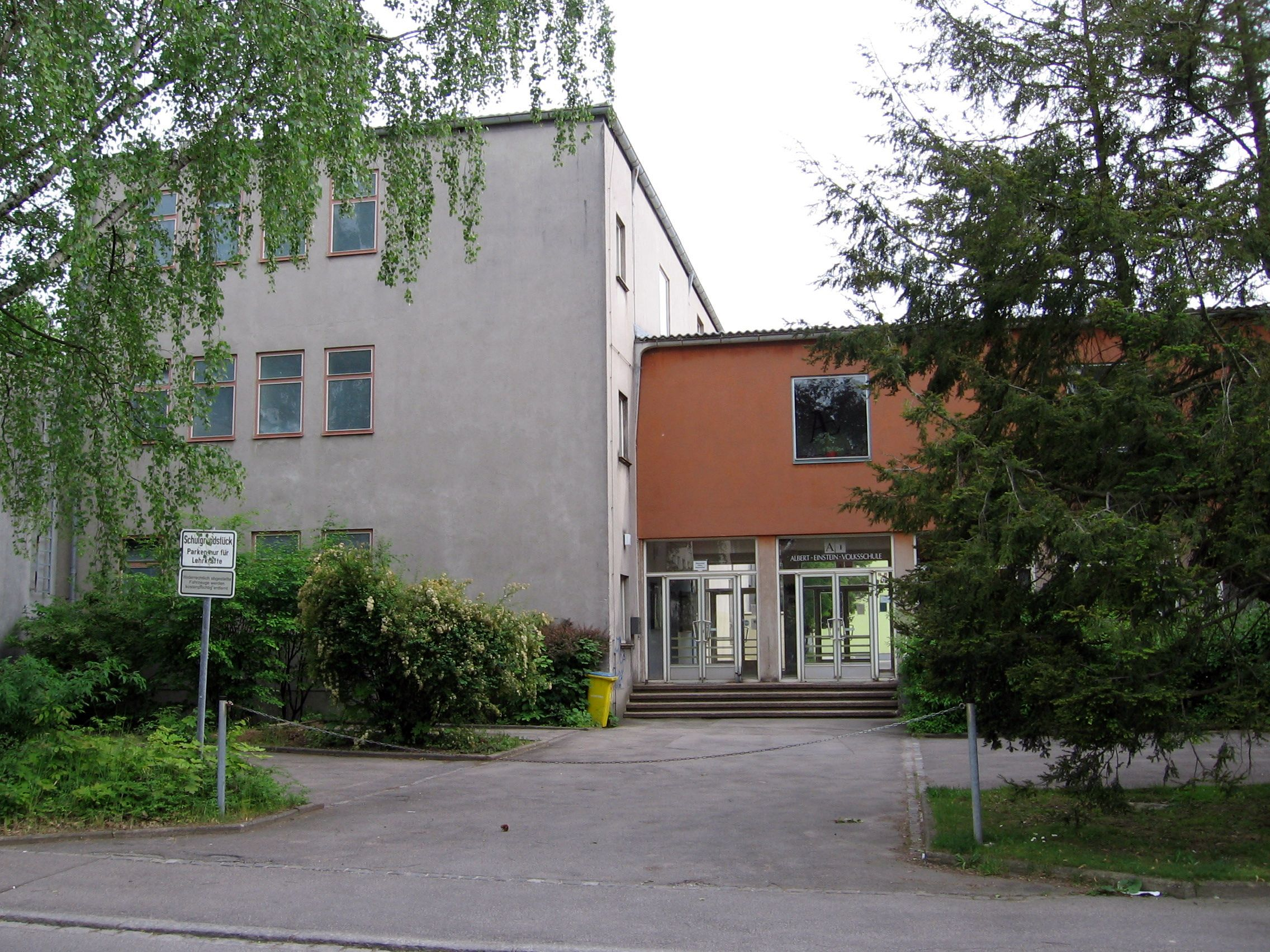
Albert-Einstein-Schule
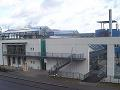
Franz-von-Assisi-Schule

### Sportstätten
- Bezirkssportanlage Haunstetten:

1969 fertiggestelltes Stadion; überdachte Haupttribüne mit 1136 Sitzplätzen, ansonsten Erdwälle. 400-Meter-Kampfbahn (Leichtathletik) und 500-Meter-Sandbahn für Sandbahnrennen (Motorräder und Seitenwagenmotorräder). Zusätzlich 5 große und 2 kleine Nebenfelder, 1 Sandplatz, 1 Turnhalle.
Internationale Sandbahnrennen vor allem in den 1970er-Jahren, z. B. Speedway-Länderkampf Bundesrepublik Deutschland gegen UdSSR am 23. Oktober 1972. Im Jahr 2001 erstes Flutlichtrennen. Auch heute noch Rennen, organisiert vom Automobil- und Motorsportclub (AMC) Haunstetten, mit internationaler Beteiligung zuletzt im September 2005. Auch im Jahre 2009 fanden wieder Europameisterschaften in Haunstetten statt.
- Eishalle Haunstetten: 1971 erbaute Kunsteisbahn, seit 1996 mit einer Traglufthalle überdacht, die 2000 bei einem Orkan davonflog und neu errichtet werden musste. Beim Orkan Kyrill im Januar 2007 sank die Traglufthalle durch eine Beschädigung der Außenhaut erneut in sich zusammen und wurde bis Herbst 2009 ohne Überdachung bespielt. Seit November 2009 ist die Eishalle wieder komplett überdacht, jedoch diesmal nicht wieder mit einer flexiblen Außenhaut, sondern im Leichtbauprinzip mit Metallplatten gehalten, so dass ein weiterer Orkan der Halle keinen Schaden mehr zufügen sollte.
- Sporthalle Haunstetten mit Hallenbad Haunstetten: 1974 eröffnet.
- Albert-Loderer-Dreifach-Sporthalle des TSV Haunstetten: große Halle, in drei Teilen
- Naturfreibad Haunstetten
- Arberhalle, ehem. Fliegertechnische Vorschule Haunstetten

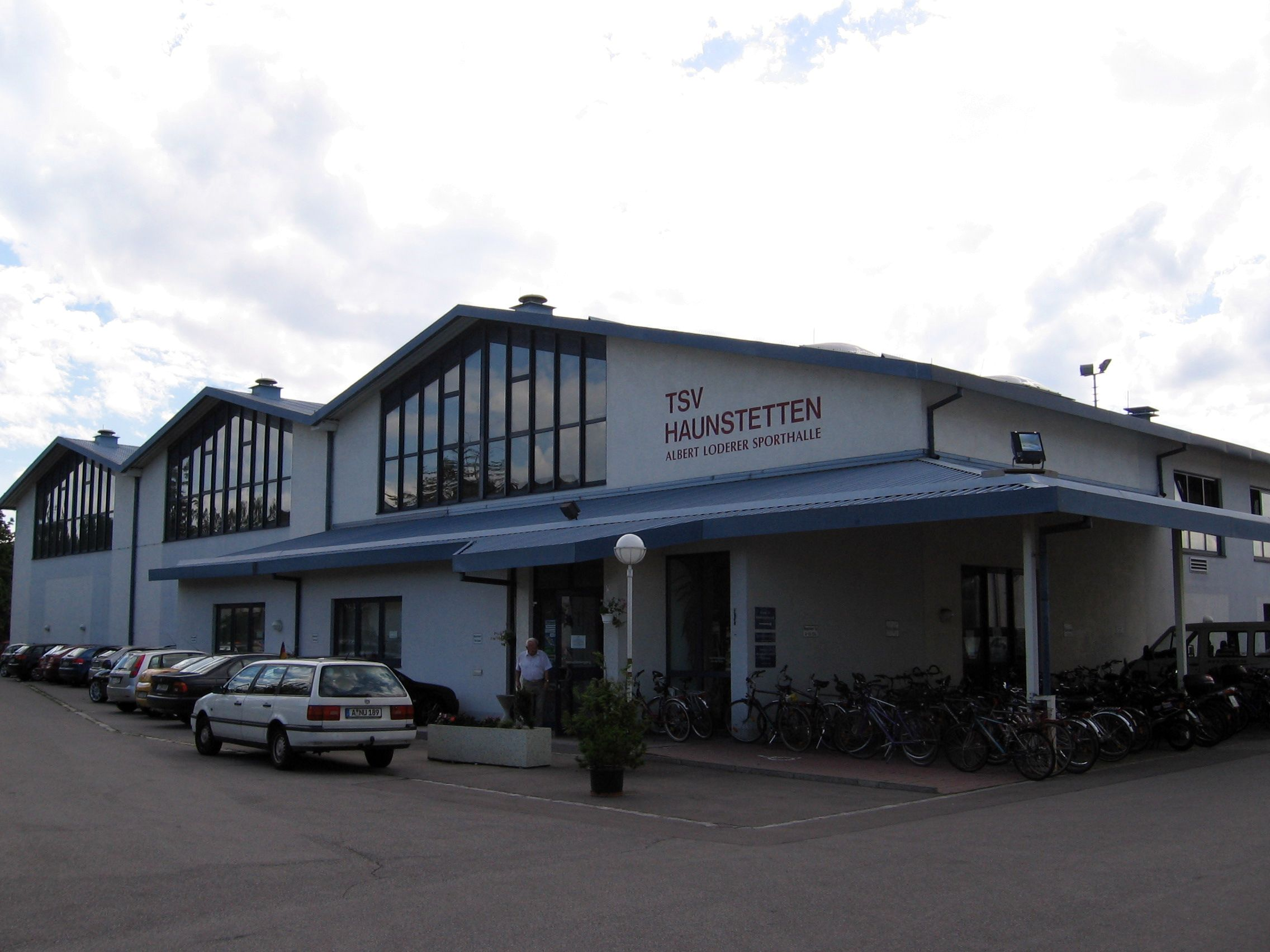
TSV-Sporthalle
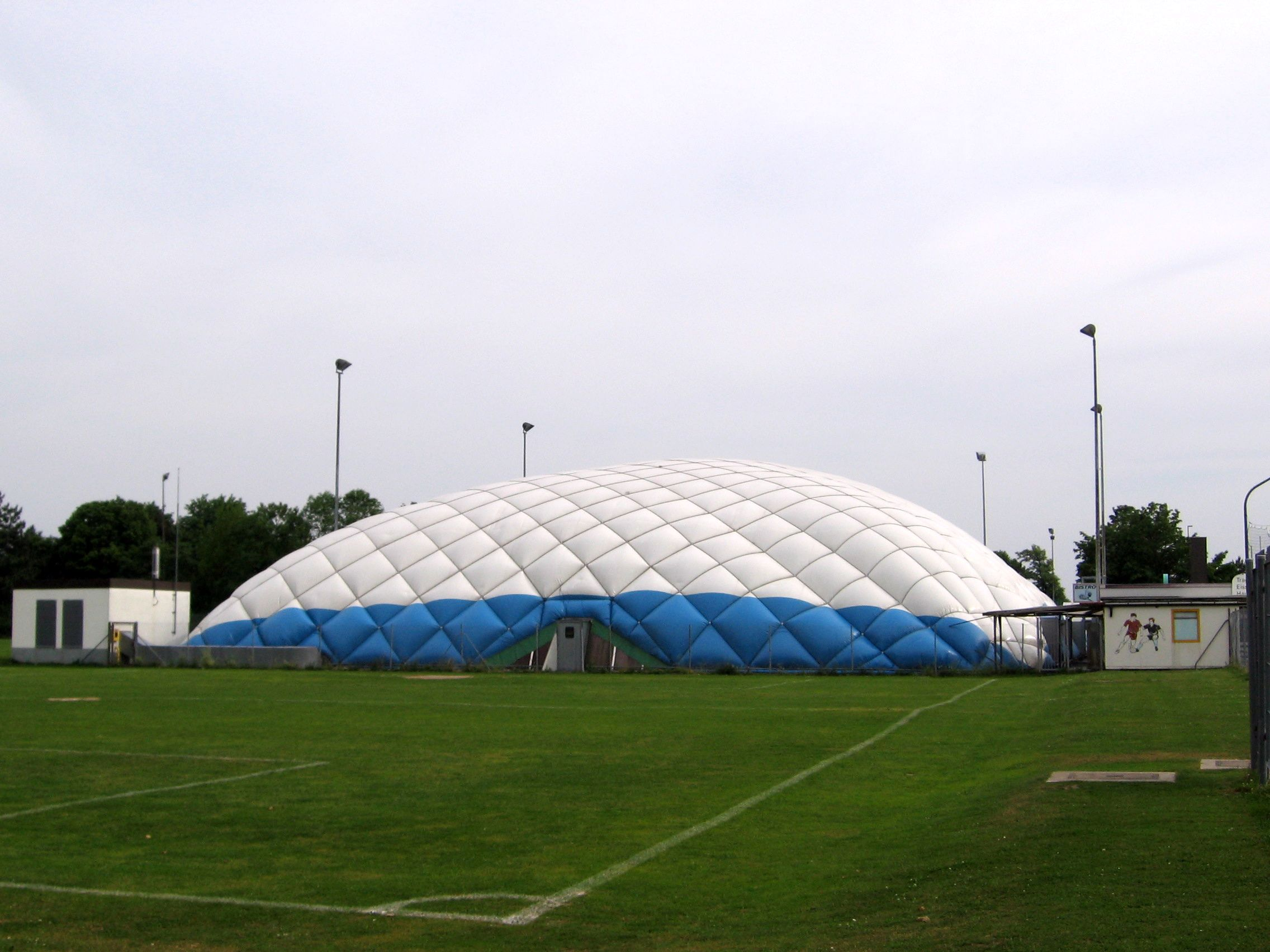
Eishalle
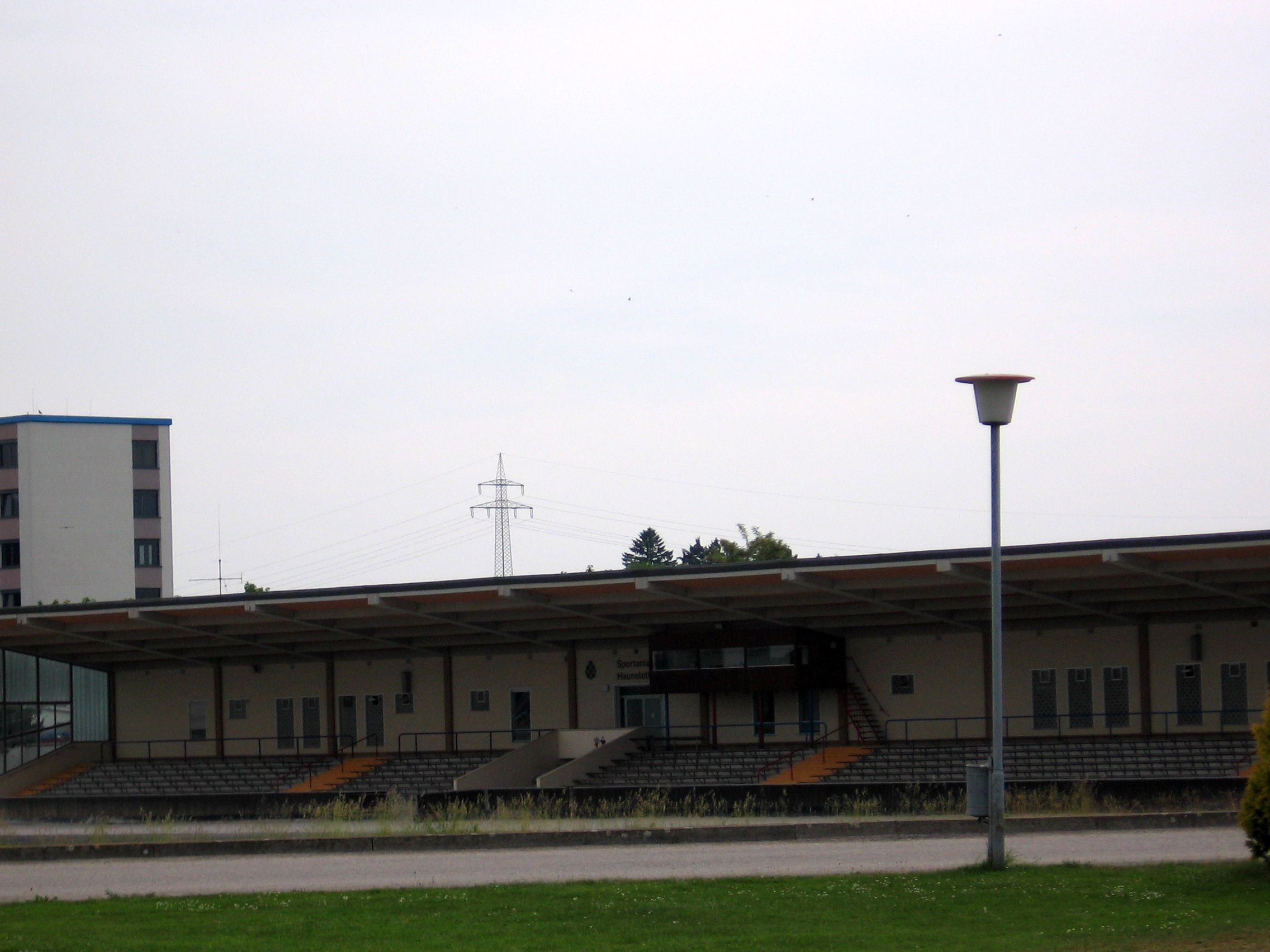
Tribüne des Stadions

## Vereine

### Sportvereine
In Haunstetten gibt es verschiedene Sportvereine:
- TSV Haunstetten
- FC Haunstetten
- Türkspor Augsburg (spielt in der Bezirkssportanlage Haunstetten)
- Augsburg Gators (Baseball)
- TBS Sharks Wünschig
- BC Haunstetten
- Wasserwacht Augsburg, Ortsgruppe Haunstetten

### Musikvereine und Gruppen
- Sängergesellschaft „Einigkeit“ Haunstetten 1858 e. V. war bis zur Auflösung 2013 Haunstettens ältester Verein und Augsburgs ältester Männerchor.
- Spielmannszug der Freiwilligen Feuerwehr Haunstetten e. V. Dieser wurde 1958 von den Haunstetter Aktiven-Feuerwehr Mitgliedern gegründet und besteht bis zum heutigen Tage aus aktiven männlichen und seit den 1980er Jahren auch aus weiblichen Feuerwehr Mitgliedern; in einer Personalstärke zwischen 25 und 30 Spielleuten. Folgende Musik-Register werden gespielt: Flöte (Klappenlos) in Ces-Dur, Lyra in C-Dur, Fanfare in Es-Dur, Trompete in B-Dur, kleine Marschtrommeln, große Marschtrommeln, Becken 15", Kesselpauken, Landsknechtrommeln

## Persönlichkeiten

### Söhne und Töchter
- Georg Käß (1823–1903), Kommerzienrat und Gutsbesitzer
- Georg Leinfelder (1836–1916), Papierfabrikant und Kommerzienrat
- Florian Müller (* 1970), Autor, Unternehmer und Unternehmensberater
- Karl Rieger (1903–1983), letzter Bürgermeister Haunstettens vor der Eingemeindung
- Marie Gräfin von Tattenbach, Tochter von Georg Käß
- Ernst Troeltsch (1865–1923), Theologe, Kulturphilosoph und Politiker
- Xaver Widmeier (1890–1955), Bürgermeister Haunstettens und Ehrenbürger Augsburgs
- Franz Josef Pschierer (* 1956), Politiker (FDP, CSU)
- Jojo Weiß (* 1969), Komiker
- Richard Köck (* 1969), Dozent an der University of Liverpool

### Mit Augsburg-Haunstetten-Siebenbrunn verbunden
- Anajo, Popband aus Augsburg, mit dem Lied „Die Sonne über Haunstetten“
- Nova International, Band, mittlerweile in der Schweiz sehr populär